# Atletica leggera ai Giochi della XXXII Olimpiade - 1500 metri piani femminili

Video ufficiale della Finale

Ai Giochi della XXXII Olimpiade la competizione dei 1500 metri piani femminili si è svolta nei giorni 2, 4 e 6 agosto 2021 presso lo Stadio nazionale di Tokyo.

## Presenze ed assenze delle campionesse in carica
| Competizione           | Atleta             | Prestazione |                |
| ---------------------- | ------------------ | ----------- | -------------- |
| Olimpiadi 2016         | Faith Kipyegon     | 4'08” 92    | Presente       |
| Commonwealth 2018      | Caster Semenya     | 4'00” 71    | [ E 1 ]        |
| Europei 2018           | Laura Muir         | 4'02” 32    | Presente       |
| Asiatici 2018          | Kalkidan Gezahegne | 4'07” 88    | 5.000 e 10.000 |
| Panamericani 2019      | Nikki Hiltz        | 4'17” 14    | Non qual.      |
| Africani 2019          | Q. Jebiwott Kiprop | 4'19” 33    | Non selez.     |
| Mondiali 2019          | Sifan Hassan       | 3'51” 96    | Presente       |
|                        |                    |             |                |
| Mondiali under 20 2018 | Alemaz Samuel      | 4'09”67     | Non qual.      |

1. ↑  L'atleta sudafricana può disputare solo in patria tutte le distanze. In campo internazionale, invece, le sono interdette le gare tra i 400 m e il Miglio per la normativa introdotta dalla Federazione mondiale nel 2019.
2. ↑  Di origine etiopica.

Graduatoria mondiale
In base alla classifica della Federazione mondiale, le migliori atlete iscritte alla gara erano le seguenti:
| Pos. | Atleta         | Punti | Note |
| ---- | -------------- | ----- | ---- |
| 1    | Sifan Hassan   | 1495  |      |
| 3    | Faith Kipyegon | 1404  |      |
| 4    | Laura Muir     | 1402  |      |

## La gara
Già nelle batterie cadono due record nazionali, quelli di Finlandia e Giappone. Il miglior tempo assoluto del primo turno è di Faith Kipyegon (Kenya) in 4'01” 40. Nella prima semifinale, vinta dalla Kipyegon in 3'56” 80, cinque concorrenti scendono sotto i 4 minuti. Si registrano nuovi primati nazionali: Australia, Giappone (seconda volta) e Repubblica Ceca. Interessante il duello nella seconda serie tra Sifan Hassan (Paesi Bassi) e Laura Muir (Gran Bretagna). Le due atlete si studiano. Vince di un'incollatura l'olandese.

La favorita per il titolo è Faith Kipyegon, la campionessa in carica. Sifan Hassan conduce la gara in testa: vuole controllare la kenyota e non farsi sorprendere dal suo scatto micidiale. I primi 400 metri sono coperti in soli 62” 84 secondi, gli 800 m in 2'07” 00 ed i 1200 in 3'09” 39. L'olandese è seguita come un'ombra da Kipyegon e Muir. La kenyota decide di partire ai 250 metri dall'arrivo: le avversarie non riescono a prenderla e taglia da sola il traguardo. Percorre l'ultimo giro in 59” 1.

Dietro di lei è battaglia per il secondo posto: la Muir attacca la Hassan e la sopravanza prima del rettifilo finale. Vince l'argento con il nuovo record britannico (3'54” 50).
Faith Kipyegon si conferma campionessa olimpica sulla distanza, impresa riuscita soltanto a Tat'jana Kazankina nel 1976 e nel 1980.

## Risultati

### Batterie
Le prime sei atlete di ogni batteria (Q) e le successive sei più veloci (q) si qualificano per le semifinali.

#### Batteria 1
| Pos. | Atleta                   | Nazionalità   | Tempo   | Note                                     |
| ---- | ------------------------ | ------------- | ------- | ---------------------------------------- |
| 1    | Gabriela DeBues-Stafford | Canada        | 4'03"70 | Q                                        |
| 2    | Laura Muir               | Gran Bretagna | 4'03"89 | Q                                        |
| 3    | Winny Chebet             | Kenya         | 4'03"93 | Q                                        |
| 4    | Sara Kuivisto            | Finlandia     | 4'04"10 | Q                                        |
| 5    | Freweyni Hailu           | Etiopia       | 4'04"12 | Q                                        |
| 6    | Kristiina Mäki           | Rep. Ceca     | 4'04"55 | Q                                        |
| 7    | Marta Pérez              | Spagna        | 4'04"76 | q                                        |
| 8    | Cory McGee               | Stati Uniti   | 4'05"15 | q                                        |
| 9    | Elise Vanderelst         | Belgio        | 4'05"63 | q                                        |
| 10   | Ciara Mageean            | Irlanda       | 4'07"29 |                                          |
| 11   | Federica Del Buono       | Italia        | 4'07"70 | Miglior prestazione personale stagionale |
| 12   | Laura Galvan             | Messico       | 4'08"15 |                                          |
| 13   | Salomé Afonso            | Portogallo    | 4'10"80 |                                          |
| 14   | Georgia Griffith         | Australia     | 4'14"43 | Miglior prestazione personale stagionale |
| 15   | Hanna Klein              | Germania      | 4'14"83 |                                          |

#### Batteria 2
| Pos. | Atleta                    | Nazionalità               | Tempo   | Note                          |
| ---- | ------------------------- | ------------------------- | ------- | ----------------------------- |
| 1    | Sifan Hassan              | Paesi Bassi               | 4'05"17 | Q                             |
| 2    | Jessica Hull              | Australia                 | 4'05"28 | Q                             |
| 3    | Elinor Purrier St. Pierre | Stati Uniti               | 4'05"34 | Q                             |
| 4    | Gaia Sabbatini            | Italia                    | 4'05"41 | Q                             |
| 5    | Lemlem Hailu              | Etiopia                   | 4'05"49 | Q (.485)                      |
| 6    | Diana Mezulianikova       | Rep. Ceca                 | 4'05"49 | Q (.490)                      |
| 7    | Revee Walcott-Nolan       | Gran Bretagna             | 4'06"23 | Miglior prestazione personale |
| 8    | Esther Guerrero           | Spagna                    | 4'07"08 |                               |
| 9    | Ran Urabe                 | Giappone                  | 4'07"90 | Miglior prestazione personale |
| 10   | Natalia Hawthorn          | Canada                    | 4'08"04 |                               |
| 11   | Claudia Bobocea           | Romania                   | 4'09"19 |                               |
| 12   | Edinah Jebitok            | Kenya                     | 4'10"72 | qA                            |
| 13   | Aisha Praught-Leer        | Giamaica                  | 4'15"31 |                               |
| 14   | Anjelina Lohalith         | Atleti Olimpici Rifugiati | 4'31"65 | Miglior prestazione personale |
| 15   | María Pía Fernández       | Uruguay                   | 4'59"36 |                               |

#### Batteria 3
| Pos. | Atleta             | Nazionalità   | Tempo   | Note |
| ---- | ------------------ | ------------- | ------- | ---- |
| 1    | Faith Kipyegon     | Kenya         | 4'01"40 | Q    |
| 2    | Winnie Nanyondo    | Uganda        | 4'02"24 | Q    |
| 3    | Linden Hall        | Australia     | 4'02"27 | Q    |
| 4    | Nozomi Tanaka      | Giappone      | 4'02"33 | Q    |
| 5    | Heather MacLean    | Stati Uniti   | 4'02"40 | Q    |
| 6    | Katie Snowden      | Gran Bretagna | 4'02"77 | Q    |
| 7    | Lucia Stafford     | Canada        | 4'03"52 | q    |
| 8    | Martyna Galant     | Polonia       | 4'05"03 | q    |
| 9    | Caterina Granz     | Germania      | 4'06"22 | q    |
| 10   | Marta Pen          | Portogallo    | 4'07"33 | qA   |
| 11   | Sarah Healy        | Irlanda       | 4'09"78 |      |
| 12   | Diribe Welteji     | Etiopia       | 4'10"25 |      |
| 13   | Simona Vrzalová    | Rep. Ceca     | 4'19"46 |      |
|      | Souhra Ali Mohamed | Gibuti        | dns     |      |
|      | Rababe Arafi       | Marocco       | dns     |      |

### Semifinali
I primi cinque atleti di ogni batteria (Q) e i successivi due più veloci (q) si qualificano per la finale.

#### Semifinale 1
| Pos. | Atleta                    | Nazionalità   | Tempo   | Note                          |
| ---- | ------------------------- | ------------- | ------- | ----------------------------- |
| 1    | Faith Kipyegon            | Kenya         | 3'56"80 | Q                             |
| 2    | Freweyni Hailu            | Etiopia       | 3'57"54 | Q                             |
| 3    | Gabriela DeBues-Stafford  | Canada        | 3'58"28 | Q                             |
| 4    | Jessica Hull              | Australia     | 3'58"81 | Q                             |
| 5    | Nozomi Tanaka             | Giappone      | 3'59"19 | Q                             |
| 6    | Elinor Purrier St. Pierre | Stati Uniti   | 4'01"00 | q                             |
| 7    | Kristiina Mäki            | Rep. Ceca     | 4'01"23 | q                             |
| 8    | Gaia Sabbatini            | Italia        | 4'02"25 | Miglior prestazione personale |
| 9    | Katie Snowden             | Gran Bretagna | 4'02"93 |                               |
| 10   | Martyna Galant            | Polonia       | 4'06"01 |                               |
| 11   | Cory McGee                | Stati Uniti   | 4'10"39 | qA                            |
| 12   | Caterina Granz            | Germania      | 4'10"93 |                               |
| 13   | Winny Chebet              | Kenya         | 4'11"62 |                               |

#### Semifinale 2
| Pos. | Atleta              | Nazionalità   | Tempo   | Note                                     |
| ---- | ------------------- | ------------- | ------- | ---------------------------------------- |
| 1    | Sifan Hassan        | Paesi Bassi   | 4'00"23 | Q                                        |
| 2    | Laura Muir          | Gran Bretagna | 4'00"73 | Q                                        |
| 3    | Linden Hall         | Australia     | 4'01"37 | Q                                        |
| 4    | Winnie Nanyondo     | Uganda        | 4'01"64 | Q                                        |
| 5    | Marta Pérez         | Spagna        | 4'01"69 | Q                                        |
| 6    | Lucia Stafford      | Canada        | 4'02"12 | Miglior prestazione personale            |
| 7    | Sara Kuivisto       | Finlandia     | 4'02"35 | Record nazionale                         |
| 8    | Diana Mezulianikova | Rep. Ceca     | 4'03"70 | Miglior prestazione personale            |
| 9    | Lemlem Hailu        | Etiopia       | 4'03"76 |                                          |
| 10   | Marta Pen           | Portogallo    | 4'04"15 | Miglior prestazione personale stagionale |
| 11   | Elise Vanderelst    | Belgio        | 4'04"86 |                                          |
| 12   | Heather MacLean     | Stati Uniti   | 4'05"33 |                                          |
| 13   | Edinah Jebitok      | Kenya         | 4'05"56 |                                          |

### Finale
| Posizione | Atleta                    | Nazionalità   | Tempo   | Note                                     |
| --------- | ------------------------- | ------------- | ------- | ---------------------------------------- |
| Oro       | Faith Kipyegon            | Kenya         | 3'53"11 | Record olimpico                          |
| Argento   | Laura Muir                | Gran Bretagna | 3'54"50 | Record nazionale                         |
| Bronzo    | Sifan Hassan              | Paesi Bassi   | 3'55"86 |                                          |
| 4         | Freweyni Hailu            | Etiopia       | 3'57"60 |                                          |
| 5         | Gabriela DeBues-Stafford  | Canada        | 3'58"93 |                                          |
| 6         | Linden Hall               | Australia     | 3'59"01 | Miglior prestazione personale            |
| 7         | Winnie Nanyondo           | Uganda        | 3'59"80 | Miglior prestazione personale stagionale |
| 8         | Nozomi Tanaka             | Giappone      | 3'59"95 |                                          |
| 9         | Marta Pérez               | Spagna        | 4'00"12 | Miglior prestazione personale            |
| 10        | Elinor Purrier St. Pierre | Stati Uniti   | 4'01"75 |                                          |
| 11        | Jessica Hull              | Australia     | 4'02"63 |                                          |
| 12        | Cory McGee                | Stati Uniti   | 4'05"50 |                                          |
| 13        | Kristiina Mäki            | Rep. Ceca     | 4'11"76 |                                          |